# Via de la Plata
Via de la Plata je povijesna cesta između Seville i Astorge u Španjolskoj.
Ona je više stotina kilometara dugačka u smjeru sjever - jug, i ide kroz bivše rimske provincije Luzitaniju i Hispaniju.

## Povijest
Naziv "Via de la Plata" značilo bi prevedeno Ulica srebra ali nije rimskog već maurijskog porijekla od riječi Bal'latta i znači široka ulica.